# Luc Lombardy
Luc Lombardy, né le 11 mai 1996 à Aix-en-Provence, en France, est un joueur français de basket-ball. Il est le premier Français à évoluer en NBB, au poste d'arrière. Actuellement joueur de national 3 en France dans le club de Furdenheim.

## Biographie
Lombardy commence le basket à l’âge de 9 ans dans la Nièvre (JS Marzy). Il se fait remarquer lors du tournoi des étoiles, ce qui lui ouvre les portes de plusieurs clubs. Il intègre d’abord le centre de formation de l’Élan Chalon en minimes France, puis celui de l’ASVEL où il joue jusqu’en cadets France.
Après son passage à l’ASVEL, il joue brièvement en Nationale 3 avec le CS Décines, tout en poursuivant ses études. 
Il poursuit ensuite sa formation à l’étranger, d’abord au Canada avec Thetford Academy, puis aux États-Unis au Northwest College dans le Wyoming, où il évolue de 2016 à 2018. 
Il commence sa carrière professionnelle en 2018 avec le C.B. Conejero aux îles Canaries.
En 2019, Luc devient le premier Français à jouer dans le Novo Basquete Brasil (NBB) avec l’équipe d’Universo Brasília. Pour raison de Covid, il revient ensuite en France, jouant pour plusieurs clubs : 2020-2021 : Longueau, 2021-2022 : Le Cannet, 2022-2023 : Furdenheim, 2023-2024 : Brest Métropole Basket puis 2024-2025 : Retour à Furdenheim.

## Équipe
- 2009-2010 :  Centre de formation Elan Chalon
- 2010-2014 :  Centre de formation ASVEL
- 2014-2015 :  CS Decines
- 2015-2016 :  Thetford Academy
- 2016-2018 :  Northwest College
- 2018-2019 :  C.B Conejero
- 2019 :  Universo Brasilia
- 2020-2021 :  Longueau
- 2021-2022 :  Le Cannet
- 2022-2023 :  Furdenheim
- 2023-2024 :  Brest Métropole Basket
- 2024-2025 :  Furdenheim